# Château de Čabraď
Le château de Čabraď est un château en ruines situé dans la municipalité de Čabradský Vrbovok, au sud de la Slovaquie.
Construit au XIIIe siècle, il fut conquis par l'armée de Jan Jiskra. En 1585 et 1602, il résista aux assauts ottomans. Il était le lieu de résidence de la famille Koháry[réf. nécessaire].
Il est abandonné depuis 1812.